# Alexandre Yersin
Alexandre Emile Jean Yersin (22. září 1863 Aubonne – 1. března 1943 Nha Trang) byl francouzsko-švýcarský lékař a bakteriolog. Jeho jméno nese tyčinkovitá bakterie Yersinia pestis, původce dýmějového moru.

## Život
Narodil se ve Švýcarsku v rodině francouzského původu jako nejmladší ze tří sourozenců. Otec zemřel krátce před jeho narozením a matka si pak otevřela dívčí internátní školu v Morges. Po středoškolských studiích v Lausanne a Marburgu vystudoval medicínu v Paříži. Pod vedením Louise Pasteura se podílel na výzkumu očkování proti vzteklině. V roce 1888 získal doktorát a navštěvoval bakteriologický kurz v laboratořích Roberta Kocha v Berlíně. Aby mohl vykonávat lékařskou profesi ve Francii, stal se francouzským občanem. V roce 1889 začal působit v Pasteurově ústavu a spolu s Emilem Rouxem objevil záškrtový toxin.

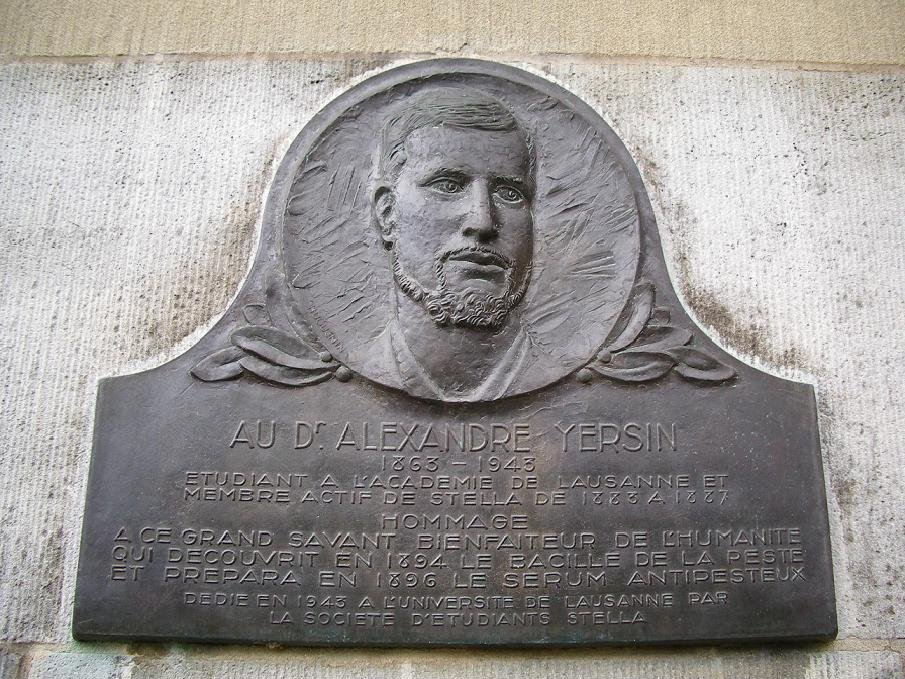
Pamětní deska připomínající studium Alexandra Yersina v Lausanne (1883–1887)

V roce 1890 odjel poprvé do Francouzské Indočíny jako lékař společnosti Messageries Maritimes, která se plavila mezi Saigonem a Manilou. Několik následujících let strávil cestováním po středovietnamské vysočině. Zúčastnil se několika výzkumných expedic do vnitrozemí. Shromáždil data o topografii, flóře, fauně, klimatu, možných nalezištích rud, možných trasách pro silnice. Získal i antropologické a sociologické údaje o domorodých kmenech.  V této době také objevil lokalitu, kde se dnes nachází město Da Lat, a doporučil vietnamské vládě, aby zde vybudovala horské letovisko.
V roce 1894 byl vyslán francouzskou vládou do Hongkongu. Jeho úkolem bylo studovat příčiny morové epidemie a navrhnout metody na jeho potlačení. Dne 20. června 1894 se mu podařilo izolovat patogen z infikovaných lymfatických uzlin obětí moru, který původně pojmenoval Pasteurella pestis. Objevil, že mikroby způsobující dýmějový mor jsou přítomné i u krys, čímž zdůraznil možné způsoby přenosu. Ve stejné době a se stejným cílem pracovala v Hongkongu japonská výzkumná skupina vedená profesorem Shibasaburo Kitasato, která rovněž zjistila v krvi pacientů baktérie a označila je za možnou příčinu moru. Tento patogen se později ukázal být náhodným společníkem choroby, ale Kitasato byl dlouho považován za spoluobjevitele bakterie moru. V roce 1970 získala bakterie své současné jméno Yersinia pestis, na památku Yersinových zásluh. Od roku 1895 do roku 1897 Yersin pokračoval ve studiu dýmějového moru. V roce 1895 se vrátil do Pasteurova institutu v Paříži a se svými spolupracovníky připravil první protimorové sérum. Ve stejném roce se vrátil do Indočíny, kde zřídil malou laboratoř v Nha Trangu na výrobu séra (v roce 1905 se tato laboratoř stala pobočkou Pasteurova institutu). Yersin toto sérum vyzkoušel při epidemiích v Kantonu a Amoy v roce 1896 a v Bombaji v Indii v roce 1897, ale s neuspokojivými výsledky.
Poté, co se rozhodl zůstat ve své adoptivní zemi, aktivně se podílel na vytvoření lékařské školy Hanoji v roce 1902 a byl jejím prvním ředitelem až do roku 1904. V letech 1904 až 1924 vedl pobočky Pasteurova institutu v Saigonu a Nha Trangu.

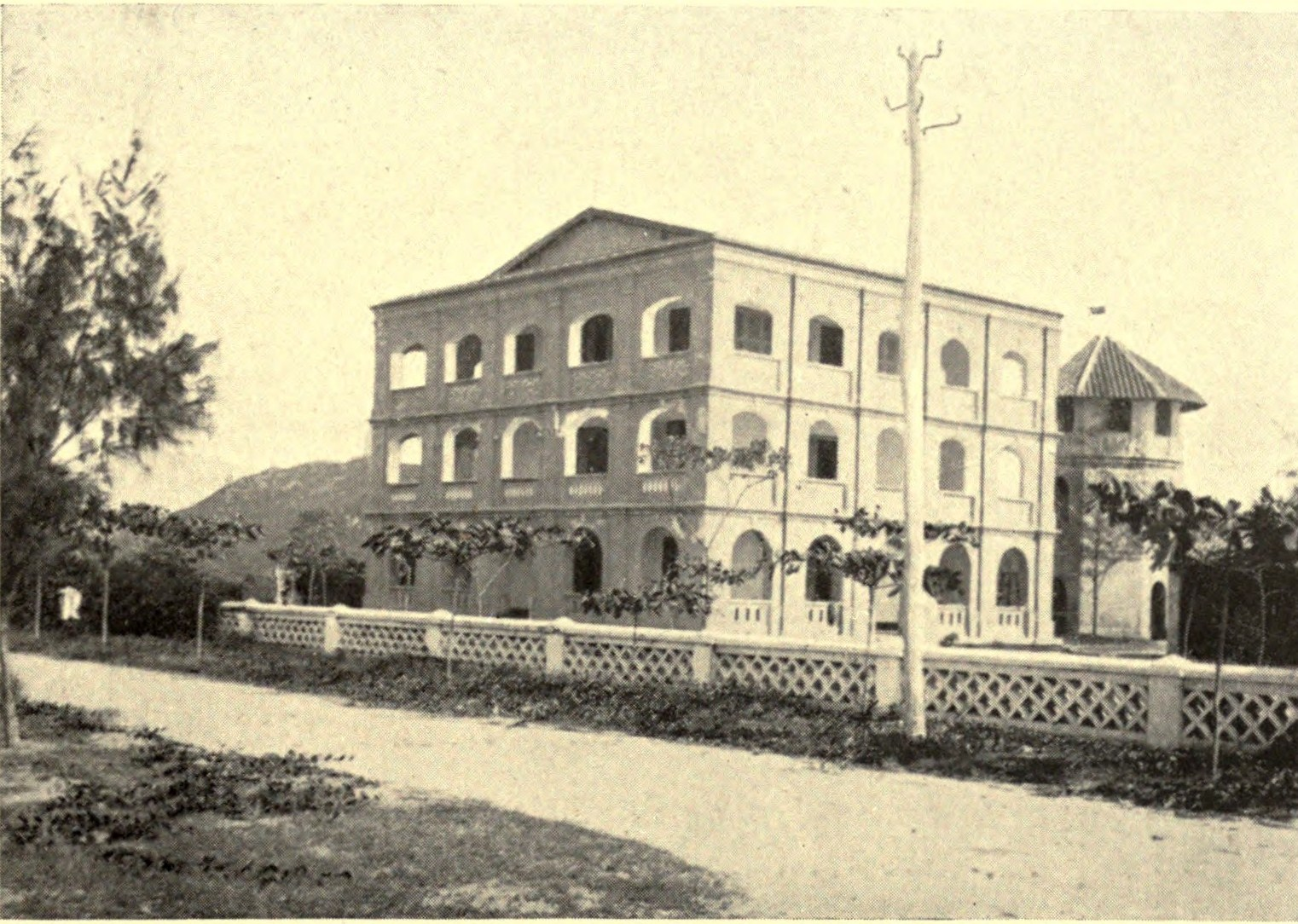
Yersinův dům v Nha Trangu kolem roku 1900 (zničen v roce 1975))

Jeho život byl spjat s Nha Trangem více než půl století. Záhy se naučil plynně vietnamsky. Jeho hlavní zájem se začal postupně měnit. Zabýval se zemědělskými projekty v Indočíně, věnoval se agronomii. Byl průkopníkem v pěstování kaučukovníků (Hevea brasiliensis) dovezených z Brazílie a pokusil se v Indočíně, kde byl častý výskyt malárie, rozšířit pěstování chinovníku. Zajímal se také o fyziku, astronomii, meteorologii, bezdrátovou telegrafii. Ve svém domě měl mnoho přístrojů a jemné mechaniky.
V roce 1916 byl přijat za člena korespondenta francouzské Akademie věd v Paříži. V roce 1933 byl jmenován členem vědecké rady Pasteurova ústavu v Paříži, kam se vracel jednou za rok plnit své pracovní závazky. Naposledy navštívil Francii v roce 1940.
Zemřel 1. března 1943 v Nha Trangu. Jeho hrob se nachází nedaleko Nha Trangu. Byl podle svého přání pohřben hlavou k zemi, aby tak mohl, jak uvádí kniha Non nuoc Viet Nam, navždy objímat svou druhou vlast.
V Nha Trangu je dnes Muzeum Alexandra Yersina v sousedství Pasteurova ústavu. Nová budova z roku 1997 nahradila původní Yersinův dům, který byl v roce 1975 zničen během války.  Muzeum zachycuje jeho život, vědecká díla i jeho četné výzkumy, kromě toho je zde vystaveno několik dopisu z jeho korespondence psané matce, laboratorní vybavení, jeho osobní předměty a zmenšená kopie člunu, kterou mu věnovali místní rybáři. Vietnamci ho oslovovali jako ong Nam (pan Nam). Epitaf na jeho náhrobku ho vystihuje jako vietnamským lidem milovaného dobrodince a lidumila.